# Apophylia loukashkimi
Apophylia loukashkimi es un insecto coleóptero de la familia Chrysomelidae.
Fue descrita científicamente por primera vez en 1963 por Gressitt & Kimoto.